# Dionigi Carli
Pour les articles homonymes, voir Carli.
Dionigi da Palacenza Carli est un missionnaire capucin italien du XVIIe siècle.

## Biographie
Avec Michele Angelo Guattini da Rhegio, il voyage de Gênes à Lisbonne puis au Brésil et à Luanda (1660). Il part ensuite pour le Congo où il reste six ans (1666-1672).
Il publie à son retour le récit de son périple, traduit en français à Lyon en 1680 puis en Anglais en 1704.